# Traminda mundissima
Traminda mundissima är en fjärilsart som beskrevs av Walker 1861. Traminda mundissima ingår i släktet Traminda och familjen mätare. Inga underarter finns listade i Catalogue of Life.